# Green Lantern (film)
Green Lantern är en superhjältefilm från 2011, baserad på seriehjälten med samma namn, i regi av Martin Campbell. Titelrollen spelas av Ryan Reynolds.

## Produktion
Greg Berlanti gick under 2007 med på att regissera filmen och skriva manus tillsammans med Marc Guggenheim och Michael Green, för att handla om Hal Jordan. Manuset inkluderar även karaktärer som Martin Jordan, Carl Ferris, Carol Ferris, Thomas Kalmaku, Tomar-Re, Abin Sur, Sinestro, Kilowog, Guardians of the Universe, Legion och Hector Hammond samt cameos av Guy Gardner och Clark Kent. Handlingen följer de traditionella Hal Jordan/Green Lantern-historierna till viss del inkluderat striden mellan Legionen och Abin Sur, Abin Surs kraschlandning på Jorden, samt varför man valde Hal Jordan istället för John Stewart eller Guy Gardner. Vissa delar är tagna direkt från Emerald Dawn-serien inkluderat då Jordans simulator togs ifrån träningscentret och flögs till en döende Abin Sur, samt när Hal Jordan for till Oa för att hjälpa dem att besegra Legionen. Under februari 2009 tillkännagavs det att Martin Campbell ska regissera filmen och ersätter med det Berlanti, som istället kommer att producera den tillsammans med Donald De Line. De Line hävdade i en intervju att han hoppas att inspelningen kommer att starta under våren 2009. Senare rapporter har dock tillstyrkt att inspelningen kommer igång först i mitten av september. April 2009 kom ytterligare uppgifter om att Warner Bros. beslutat att filma vid Fox Studios i Sydney, Australien med en budget på $150 miljoner. Filmen ska enligt uppgifter ha premiär den 17 juli, 2011. I juli 2009 kom uppgifter om att Jared Leto, Ryan Reynolds, och Bradley Cooper var tilltänkta för titelrollen. Den 11 juli, 2009 tillkännagavs det att Ryan Reynolds fått rollen som Green Lantern av de personer som gick på audition, däribland Justin Timberlake.

## Rollista
- Ryan Reynolds - Hal Jordan/Green Lantern
- Blake Lively - Carol Ferris
- Peter Sarsgaard - Hector Hammond
- Mark Strong - Sinestro
- Angela Bassett - Dr. Amanda Waller
- Tim Robbins - Senator Robert Hammond
- Temuera Morrison - Abin Sur
- Jay O. Sanders - Carl Ferris
- Taika Waititi - Thomas Kalmaku
- Geoffrey Rush - Tomar-Re (röst)
- Michael Clarke Duncan - Kilowog (röst)
- Clancy Brown - Parallax (röst)